# NCSM Lachine (J266)
Le NCSM Lachine (pennant number J266) (ou en anglais HMCS Lachine) est un dragueur de mines de la Classe Bangor lancé pour la Royal Canadian Navy (RCN) et qui a servi pendant la Seconde Guerre mondiale.

## Conception
Le Lachine est commandé dans le cadre du programme de la classe Bangor de 1940-41 pour le chantier naval de Davie Shipbuilding and Repairing Co. Ltd. de Lauzon au Québec au Canada. La pose de la quille est effectuée le 27 décembre 1940, le Lachine est lancé le 14 juin 1941 et mis en service le 20 juin 1942.
La classe Bangor doit initialement être un modèle réduit de dragueur de mines de la classe Halcyon au service de la Royal Navy,. La propulsion de ces navires est assurée par 3 types de motorisation: moteur diesel, moteur à vapeur à pistons et turbine à vapeur. Cependant, en raison de la difficulté à se procurer des moteurs diesel, la version diesel a été réalisée en petit nombre.
Les dragueurs de mines de classe Bangor version canadienne déplacent 601 tonnes en charge normale . Ils ont une longueur totale de 49,4 mètres, une largeur de 8,5 mètres et un tirant d'eau de 2,51 mètres. Ce navire est propulsé par d'un moteur diesel B&W 9 cylindres entraînant deux arbres d'hélices. Le moteur développe une puissance de 2 000 chevaux-vapeur (1 500 kW) et atteint une vitesse maximale de 16 nœuds (30 km/h).
Leur manque de taille donne aux navires de cette classe de faibles capacités de manœuvre en mer, qui seraient même pires que celles des corvettes de la classe Flower. Les versions à moteur diesel sont considérées comme ayant de moins bonnes caractéristiques de maniabilité que les variantes à moteur alternatif à faible vitesse. Leur faible tirant d'eau les rend instables et leurs coques courtes ont tendance à enfourner la proue lorsqu'ils sont utilisés en mer de face.
Les navires transportent 66 t de gazole.
Les navires de la classe Bangor sont également considérés comme exiguës pour les membres d'équipage, entassant 6 officiers et 77 matelots dans un navire initialement prévu pour un total de 40.

## Histoire

### Seconde Guerre mondiale
Après avoir subi ses tests, le Lachine est affecté à la Sydney Force, une force d'escorte locale opérant à partir de Sydney  en Nouvelle-Écosse, en septembre 1942. En octobre, le navire est transféré à la Western Local Escort Force (WLEF), qui organise ses escortes en groupes en janvier 1943. Le Lachine se joint au 24.18.3 aux côtés des corvettes Moncton et Nanaimo. En juin, lors de la restructuration de la force, le dragueur de mines rejoint le groupe d'escorte W-6. Le Lachine est transféré à la Halifax Force, une force d'escorte locale opérant à partir de Halifax en Nouvelle-Écosse, de juin 1944 jusqu'à la fin de la guerre en Europe.
Le 31 juillet 1945, le Lachine est désarmé à Shelburne en Nouvelle-Écosse, et mis en dépôt.

### Après-guerre
Après la Seconde Guerre mondiale, le Lachine doit être transféré à la section maritime de la Gendarmerie royale du Canada (en anglais : marine section of the Royal Canadian Mounted Police) sous le nom de NCSM Starnes, mais le transfert est annulé.
Les sources ne sont pas d'accord sur ce qui est arrivé au navire après cela. Selon Macpherson & Barrie et Miramar, le navire est vendu pour être converti en remorqueur de sauvetage en 1945, la conversion est achevée en 1946, le navire conserve son nom et reste en service jusqu'en 1955, date à laquelle le Lachine est démantelé pour la ferraille en 1955.
Mais J. J. Colledge affirme que le navire est converti en remorqueur Jacks Bay en 1952, ce qui, selon Macpherson & Barrie et Miramar, est le nom que le NCSM Grandmère a pris après sa conversion en cargo,.

### Honneurs de bataille
- Atlantic 1942–45
- Gulf of St. Lawrence 1942

### Participation auxconvois
Le Lachine a navigué avec les convois suivants au cours de sa carrière:
1. Convoi HX 215
2. Convoi HX 221
3. Convoi HX 226
4. Convoi HX 234
5. Convoi HX 235
6. Convoi HX 242
7. Convoi HX 247
8. Convoi HX 252
9. Convoi HX 254
10. Convoi HX 257
11. Convoi ON 137
12. Convoi ON 138
13. Convoi ON 144
14. Convoi ON 147
15. Convoi ON 156
16. Convoi ON 160
17. Convoi ON 167
18. Convoi ON 169
19. Convoi ON 183
20. Convoi ON 187
21. Convoi ON 189
22. Convoi ON 192
23. Convoi ON 194
24. Convoi ON 197
25. Convoi ON 199
26. Convoi ON 202
27. Convoi ON 228
28. Convoi ON 242
29. Convoi ONS 26
30. Convoi ONS 49
31. Convoi SC 101
32. Convoi SC 105
33. Convoi SC 109
34. Convoi SC 113
35. Convoi SC 114
36. Convoi SC 120
37. Convoi SC 124
38. Convoi XB 50

### Commandement
- Lieutenant (Lt.) Breen Philip Young (RCNR) du 20 juin 1942 au 8 mai 1943
- Lieutenant (Lt.) Louis Frederick Moore (RCNR) du 9 mai 1943 au 3 avril 1944
- Lieutenant (Lt.) Fred Royal Spindler (RCNVR) du 4 avril 1944 au 18 février 1945
- Lieutenant (Lt.) Ford Markle Travers (RCNVR) du 22 mars 1945 au 23 avril 1945
- Lieutenant (Lt.) Gordon Frederick Pipe (RCNVR) du 24 avril 1945 au 31 juillet 1945

Notes:
RCNR: Royal Canadian Naval Reserve
RCNVR: Royal Canadian Naval Volunteer Reserve 